# Somlay Gizella
Somlay Gizella (Budapest, 1936. február 13. –) magyar írónő.

## Életútja
Tábornok édesapját 1947-ben elhurcolta az ÁVÓ. Édesanyjával és nővérével együtt 1951-ben kitelepítették Tiszaföldvárra, ahonnan 1953 októberében tértek haza. Pilisborosjenőn egy nyúlól volt következő otthonuk, Budapestre nem költözhettek vissza. Évekig fizikai munkásként dolgozott és közben elvégezte a dolgozók gimnáziumát és 1959-ben jelesen érettségizett. Érettségi után még elvégzett egy kétéves rendezői tanfolyamot a Népművelési Intézetnél, mely amatőr színjátszó csoportok rendezésére jogosított. Közben férjhez ment és két gyermeke született. Általában adminisztratív munkakörben dolgozott, Beruházási Banknál, SZIKKTI-ben, Pénzügykutató Intézetben, Magyar Hitelbankban. Innen ment 43 évi munkaviszony után nyugdíjba. Nyugdíjasként négyórás munkaidőben még évekig dolgozott előbb a BAF-nál, majd a Pázmány Péter Katolikus Egyetemen.

## Írói munkássága
Első önálló kötete a Kráter Kiadónál jelent meg 2009-ben „Tiszaföldvári napló” címmel. A kötetből egy részlet megjelent Széchenyi Kinga „Megbélyegzettek” c. kötetében. Második kötete is önéletrajzi ihletésű, a kitelepítés utáni évek küzdelmeiről szól „És azután...” címmel jelent meg 2012-ben. Harmadik kötete visszanyúl a gyermekkorhoz, „Így kezdődött” címmel 2013-ban jelent meg a Kráter Kiadónál.
Még meg nem jelent írásai között van 35 db útinapló, férje betegségéről írott könyv és néhány ifjúkori vers.